# 鞠常
鞠常（928年—974年），一名鞠恒，字可久。密州髙密东乡陶哥庄（今姚哥庄）人。
祖父鞠真，曾官黄县令。父鞠庆孙，官申州团练判官，有诗名。
鞠常少時好学，善寫文章，後汉乾祐二年（948年）进士，年僅二十一歲，释褐秘书省校书郎。顯德四年，進宮獻國策。後周廣順中期，擔任集賢校理。累遷伊陽令。入宋後擔任著作佐郎。終官清河縣令，开宝七年（974年）寝疾终于官舍。
有子鞠仲謀。

## 延伸阅读
[在维基数据编辑]
 《宋史·卷440》，出自脱脱《宋史》